# Hamburg-Winterhude
Winterhude ist ein Stadtteil im Bezirk Hamburg-Nord der Freien und Hansestadt Hamburg.

## Geografie

### Grenzverlauf
Die Grenze Winterhudes folgt fast vollständig der Güterumgehungsbahn Hamburg (im Norden und Osten), dem Osterbekkanal (im Süden) und der Alster (im Westen). Die einzige größere Ausnahme ist der Verlauf im Südosten: Hier biegt die Grenze von der Güterumgehungsbahn zunächst in die Hellbrookstraße und an deren Ende bis zum Osterbekkanal in die Saarlandstraße ab.

### Innere Gliederung

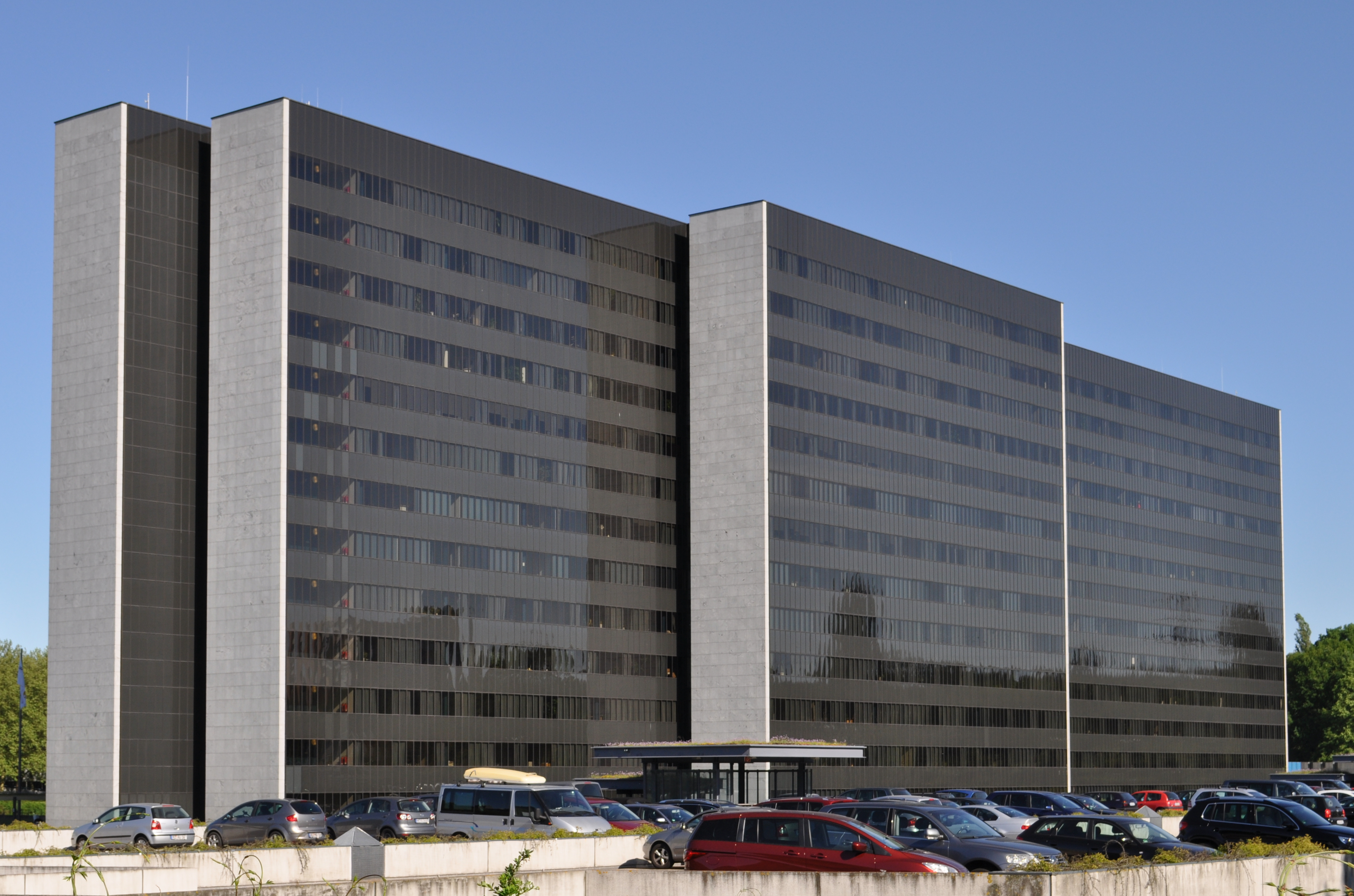
Ehemalige HEW-Hauptverwaltung in der City Nord

Winterhude, der Bevölkerungszahl nach der drittgrößte Stadtteil Hamburgs (Stand: 2023), ist administrativ in sechs Ortsteile untergliedert, die die Nummern 408 bis 413 tragen. Stadtgeographisch lässt es sich in vier verschiedene Zonen gliedern:
Winterhude Süd (Außenalster, Mühlenkamp, Gertigstraße, Barmbeker Straße, südlicher Stadtpark)
Dieser Bereich ist wesentlich geprägt durch die in Alsternähe gelegene Villenbebauung. Die Barmbeker Straße in östlicher Richtung kann als Grenze angesehen werden. Hier erschließt sich rund um den Schinkelplatz eine klassische Mehrfamilienhaus-Blockbebauung mit Häusern aus der Zeit um die Jahrhundertwende. Das Zentrum des südlichen Winterhudes bilden der Bereich um den Mühlenkamp mit seinen vielen Geschäften und die Gertigstraße mit vielen Kneipen bzw. Lokalen.

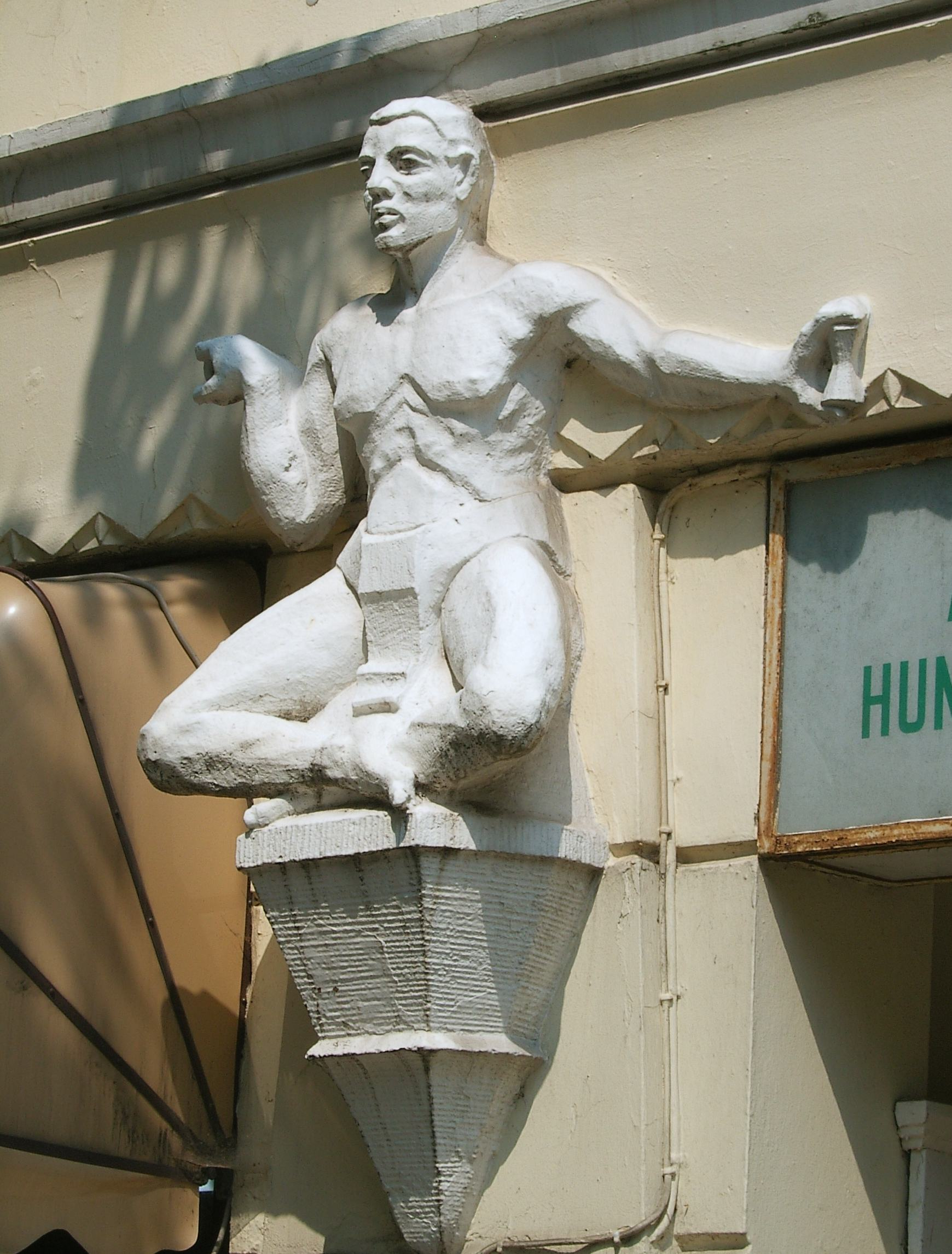
Wohngebäude am Lattenkamp in Winterhude-Nord

Winterhude Nord (Winterhuder Marktplatz, Alsterdorfer Straße, Carl-Cohn-Straße, nördlicher Stadtpark)
Das nördliche Winterhude erschließt sich nördlich des Winterhuder Marktplatzes. Das geschäftliche Zentrum bilden der Marktplatz selbst, um den vier Kreditinstitute angesiedelt sind, sowie die Hudtwalckerstraße und die südliche Alsterdorfer Straße, die mit vielen kleinen Geschäften aufwarten. Die Häuser dieses Gebietes stammen zum Teil noch aus der Zeit der Jahrhundertwende, zum Teil aus der Zwischenkriegszeit.
Jarrestadt (Barmbeker Straße, Saarlandstraße, Weidestraße, Jarrestraße)
Die Jarrestadt kann als eigenständiges Viertel angesehen werden. Es war eines der größten sozialen Wohnungsbauprojekte des 20. Jahrhunderts in Hamburg. Diese Siedlung wurde am Reißbrett geplant und ab 1926 mit den für diese Zeit typischen dunkelroten Ziegelsteinen gebaut. Vom Feuersturm 1943 blieb die Jarrestadt weitgehend verschont, obwohl die Werksanlagen von Kampnagel (Herstellung von Kränen und Ladegeschirr) unmittelbar südlich an die Jarrestadt grenzten. Nach inzwischen freigegebenem Archivmaterial fiel ein geplanter Bombereinsatz wegen Schlechtwetters aus.
City Nord
Während der wirtschaftlichen Blüte der Bundesrepublik in den 1960er Jahren bestand ein großer Bedarf an Büroflächen, und so entstand die fast ausschließlich von Großraumbüros in modernen, durch Architektur-Wettbewerbe gestalteten Gebäuden geprägte „Geschäftsstadt Nord“, seit den 1970er Jahren City Nord genannt. In den 1990er Jahren schreckte dieses Konzept Interessenten ab und führte zum Abriss einiger Gebäude. Seit Anfang des 21. Jahrhunderts versucht die Stadt, die „CiNo“ wiederzubeleben. Ein markantes Gebäude der City Nord ist die Hauptverwaltung der Hamburgischen Electricitäts-Werke (heute Vattenfall Europe), das 1967 nach Plänen von Arne Jacobsen erbaut wurde.
Östliches Winterhude mit Pergolenviertel
Ein weiterer Teil von Winterhude entsteht seit einigen Jahren am Rand des Stadtteils, östlich der Saarlandstraße, an der Grenze zu Barmbek-Nord auf Konversionsflächen. Auf dem Gelände eines alten Güterbahnhofes zwischen Hellbrookstraße und Alte Wöhr ist das Wohngebiet „Alter Güterbahnhof“ entstanden, auf umgewidmeten Kleingartenflächen im direkten nördlichen Anschluss, zwischen Alte Wöhr und Hebebrandstraße, entstand ab 2016 das Pergolenviertel. Auf 8 Hektar der Fläche wurden drei- bis achtgeschossige Wohnhäuser mit insgesamt 1.400 Wohnungen errichtet, 7 Hektar sind für Park-, Spiel- und Bolzflächen vorgesehen, 6 Hektar sollen Platz für etwa 150 Kleingärten bieten.
Das östliche Winterhude ist gut an das Hamburger Schnellbahnnetz angebunden, es liegt fast vollständig im fußläufigen Einzugsgebiet der Stationen Saarlandstraße, Alte Wöhr oder Rübenkamp.

## Geschichte

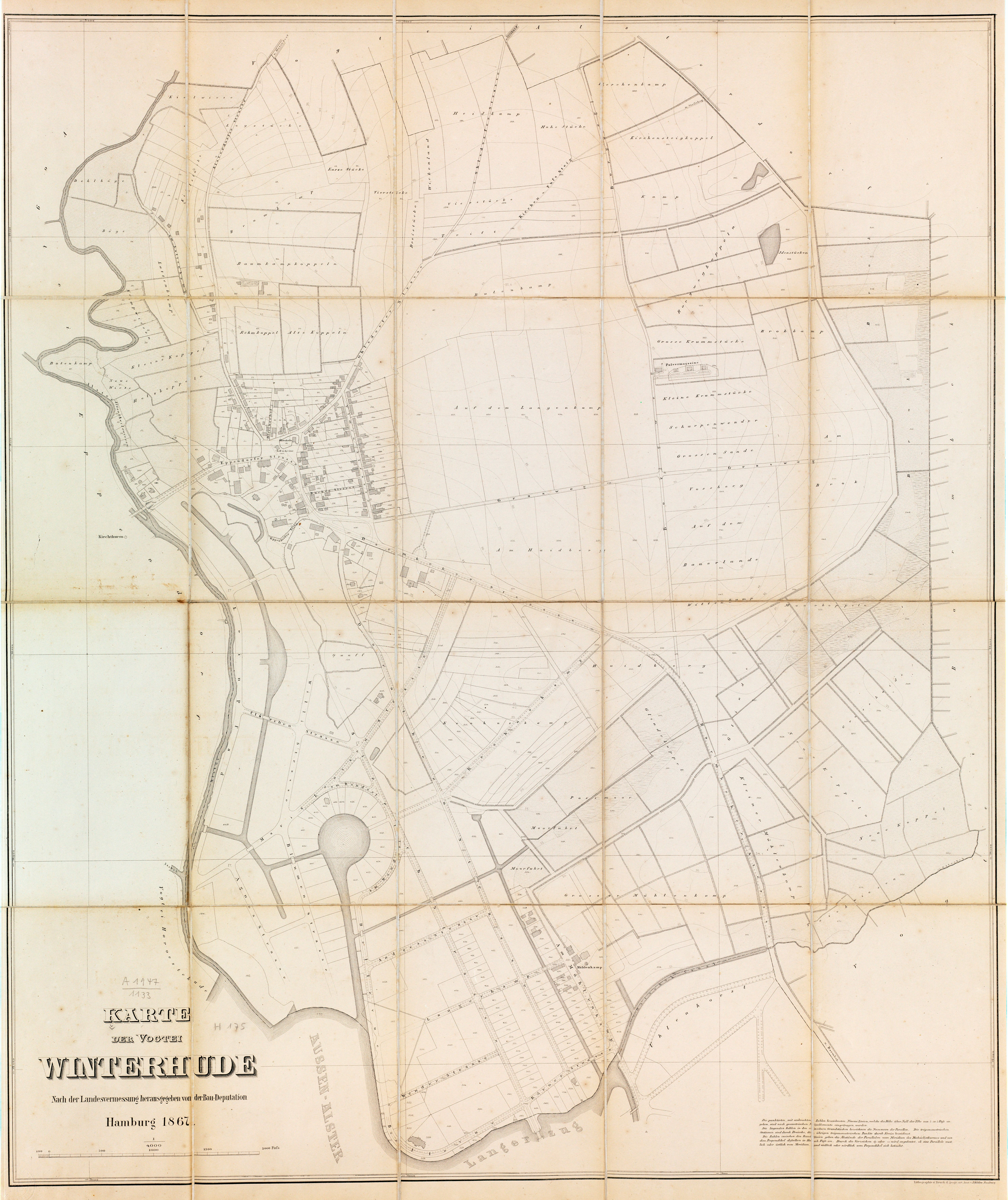
Karte der Vogtei Winterhude 1867

Agnesstraße 1903

Die Bezeichnung „Winterhude“ wird in einer einfachen Deutung auf einen Besitzer namens „Winter“ zurückgeführt, wobei die Endung -hude einen Landungsplatz für Boote und Lastkähne bezeichnet. Eine gängigere Darstellung geht davon aus, dass es sich um einen Platz handelte, an dem die Alsterschiffer ihre Boote zur Überwinterung auf den seichten Alsterwiesen an Land zogen.
Im Jahr 1250 erstmals urkundlich erwähnt, gehörte Winterhude Anfang des 14. Jahrhunderts den Knappen Marquard und Johannes Stake, die es 1323 an den Hamburger Bürger Johann van dem Berge verpfändet haben. Dessen Witwe verkaufte es 1357 dem Hamburger Bürger Heino mit dem Bogen. Von dort fiel Winterhude 1365 an das Kloster Harvestehude und blieb auch nach der Auflösung des Klosters im Zuge der Reformation Besitz der Klosterstiftung, die erst 1830 an die Stadt Hamburg fiel. Kirchlich gehörte Winterhude bis 1922 zur Kirchengemeinde St. Johannis-Eppendorf. Im englisch-dänischen Krieg besetzten die Dänen 1801 das Dorf. 1811 hatte Winterhude erst 238 Einwohner. Als die Franzosen 1813 Winterhude besetzten, drohen sie es abzubrennen.
Winterhude war über Jahrhunderte ein kleines Bauerndorf, das erst Mitte des 19. Jahrhunderts erschlossen wurde. 1841 wurde die erste befahrbare Brücke über die Alster erbaut. Maßgeblich an der Erschließung beteiligt waren im Norden Winterhudes Adolph Sierich, der 1854 einen Hof an der Barmbeker Straße und in den 1860er Jahren den Großteil der Weiden von sechs Hufnern kaufte, und im Süden Julius Gertig, ein Hamburger Lotteriebetreiber vom Großen Burstah, der 1858 das Gehöft Mühlenkamp erwarb. Beide waren Namensgeber für heutzutage bekannte Straßen in Winterhude. 1859 wurde Winterhude mit einer Brücke über den Langen Zug mit der Uhlenhorst verbunden. Aber erst die Aufhebung der Hamburger Torsperre Ende 1860 leitete den Aufschwung Winterhudes ein. Auch die ab den 1860er Jahren im Liniendienst zwischen dem Hamburger Jungfernstieg und Winterhude verkehrenden Alsterdampfer hatten einen Anteil an der Entwicklung. Sie standen anfangs nur in Konkurrenz zu Kutschen und Pferdebahnen und entwickelten sich daher zu einem leistungsfähigen und für damalige Verhältnisse schnellen Nahverkehrsmittel In diesem Zusammenhang wurde 1865 auch das Winterhuder Fährhaus errichtet. 1874 wurde Winterhude zu einem Hamburger Vorort erklärt, die endgültige Eingemeindung fand 1894 statt. Die ersten Industriebauten wurden 1875 errichtet. Die Reismühlenfabrik „Nagel & Kaemp“, die später Hafenkräne herstellte, siedelte sich am Osterbekkanal an. 1982 wurde diese Fabrik zur Kulturfabrik Kampnagel, die insbesondere als Theaterveranstaltungsort über Hamburg hinaus bekannt ist. Nach dem Rückzug der Industrie Mitte der 1970er Jahre wurde Winterhude zu einer beliebten Wohngegend, einige moderne Bürobauten entstanden neu.
Am 1. August 1886 eröffnete die „Rennbahn am Mühlenkamp“ für Trabrennen, die der „Hamburger Renn- und Traber-Club“ betrieb. Die Bahn in Form eines Ovals hatte eine Länge von 870 m. Diese Länge entsprach in etwa der Hälfte von anderen Trabrennbahnen. Sie lag zwischen dem Mühlenkamp und der heutigen Gertig-, Geibel- und Semperstraße. In der Regel wurden an 4–6 Tagen im Jahr Rennen ausgetragen, 1891 waren es 10. Hier wurden am 4. September 1898 die ersten Deutschen Meisterschaften im Laufen über 100 m ausgetragen. Der Innenraum der Rennbahn wurde ab 1899 von verschiedenen Sportvereinen als Sportplatz genutzt. Ende des Jahres 1901 wurde der Rennbetrieb eingestellt. Im April 1904 fand auf dem Sportplatz ein Vorrundenspiel um die deutsche Fussball–Meisterschaft zwischen einer Mannschaft aus Hannover und dem „Sport–Club Germania“ statt. Der SC Germania nutzte den Platz für seine Spiele bis Mitte 1905. Ab 1906 wurden auf diesem Gelände neue Straßen angelegt und Häuser gebaut.

## Statistik
- Anteil der unter 18-Jährigen: 13,8 % [Hamburger Durchschnitt: 16,8 % (2023)][6]
- Anteil der über 64-Jährigen: 13,9 % [Hamburger Durchschnitt: 17,8 % (2023)][7]
- Ausländeranteil: 15,4 % [Hamburger Durchschnitt: 20,7 % (2023)][8]
- Arbeitslosenquote: 4,6 % [Hamburger Durchschnitt: 6,2 % (2023)][9]

Das durchschnittliche Einkommen je Steuerpflichtigen beträgt in Winterhude 61.256 Euro jährlich (2023), der Hamburger Gesamtdurchschnitt liegt bei 48.035 Euro.

## Politik
Für die Wahl zur Hamburgischen Bürgerschaft gehört Winterhude zum Wahlkreis Eppendorf – Winterhude. Bei Wahlen zur Bezirksversammlung Hamburg-Nord bildet der Großteil des Stadtteils den Wahlkreis Winterhude, während ein kleinerer Teil an der Alster zum Wahlkreis Eppendorf / Hoheluft-Ost gehört. Bei Bundestagswahlen zählt Winterhude zum Bundestagswahlkreis Hamburg-Nord.

### Wahlergebnisse Bürgerschaftswahl
| Wahljahr  | SPD    | Grüne1) | CDU    | Linke2) | AfD    | FDP    | Übrige   |
| --------- | ------ | ------- | ------ | ------- | ------ | ------ | -------- |
| 2025      | 30,7 % | 26,0 %  | 19,5 % | 09,8 %  | 03,8 % | 03,3 % | 06,9 %   |
| 2020      | 34,3 % | 33,5 %  | 08,9 % | 08,8 %  | 02,7 % | 05,7 % | 06,3 %   |
| 2015      | 43,8 % | 16,7 %  | 14,2 % | 08,6 %  | 03,8 % | 08,6 % | 04,3 %   |
| 2011      | 47,9 % | 16,0 %  | 17,8 % | 05,7 %  | –      | 07,5 % | 05,1 %   |
| 2008      | 34,0 % | 13,8 %  | 40,2 % | 05,1 %  | –      | 05,1 % | 01,8 %   |
| 2004      | 31,6 % | 18,2 %  | 42,4 % | –       | –      | 03,0 % | 04,8 %   |
| 2001      | 40,2 % | 13,9 %  | 23,2 % | 00,4 %  | –      | 06,3 % | 16,0 %3) |
| 1997      | 35,3 % | 22,3 %  | 26,3 % | 00,7 %  | –      | 04,0 % | 11,4 %   |
| 1993      | 40,2 % | 19,9 %  | 21,4 % | –       | –      | 04,9 % | 13,6 %4) |
| 1991      | 47,9 % | 12,5 %  | 29,6 % | 00,7 %  | –      | 06,0 % | 03,3 %   |
| 1987      | 46,7 % | 11,3 %  | 34,6 % | –       | –      | 06,4 % | 01,0 %   |
| 1986      | 40,6 % | 15,9 %  | 37,2 % | –       | –      | 05,4 % | 00,9 %   |
| Dez. 1982 | 50,2 % | 09,7 %  | 36,5 % | –       | –      | 02,8 % | 00,8 %   |
| Juni 1982 | 42,2 % | 10,6 %  | 40,2 % | –       | –      | 05,1 % | 01,9 %   |
| 1978      | 49,6 % | 04,9 %  | 37,0 % | –       | –      | 05,5 % | 03,0 %   |
| 1974      | 43,0 % | –       | 42,1 % | –       | –      | 11,0 % | 03,9 %   |
| 1970      | 53,4 % | –       | 34,4 % | –       | –      | 07,2 % | 05,0 %   |
| 1966      | 55,4 % | –       | 32,0 % | –       | –      | 08,2 % | 04,4 %   |

1) 1978 als Bunte Liste – Wehrt Euch, 1982 bis 2011 als Grüne/GAL.

2) 1991 und 1997 als PDS/Linke Liste, 2001 als PDS.

3) Darunter 12,3 % für die Schill-Partei.

4) Darunter 5,8 % für die Statt Partei.

## Verkehr

### U-Bahn

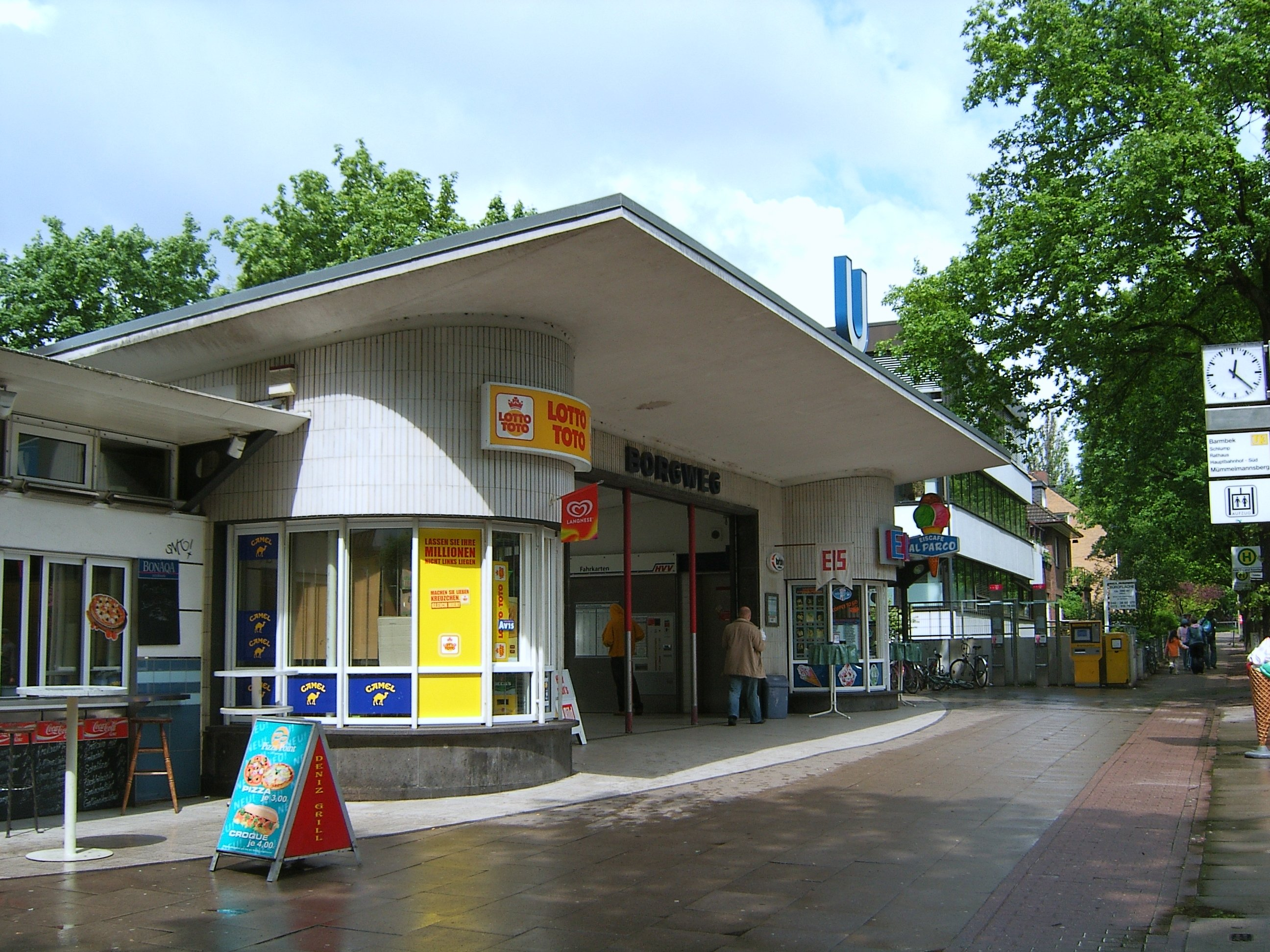
U-Bahn-Station Borgweg

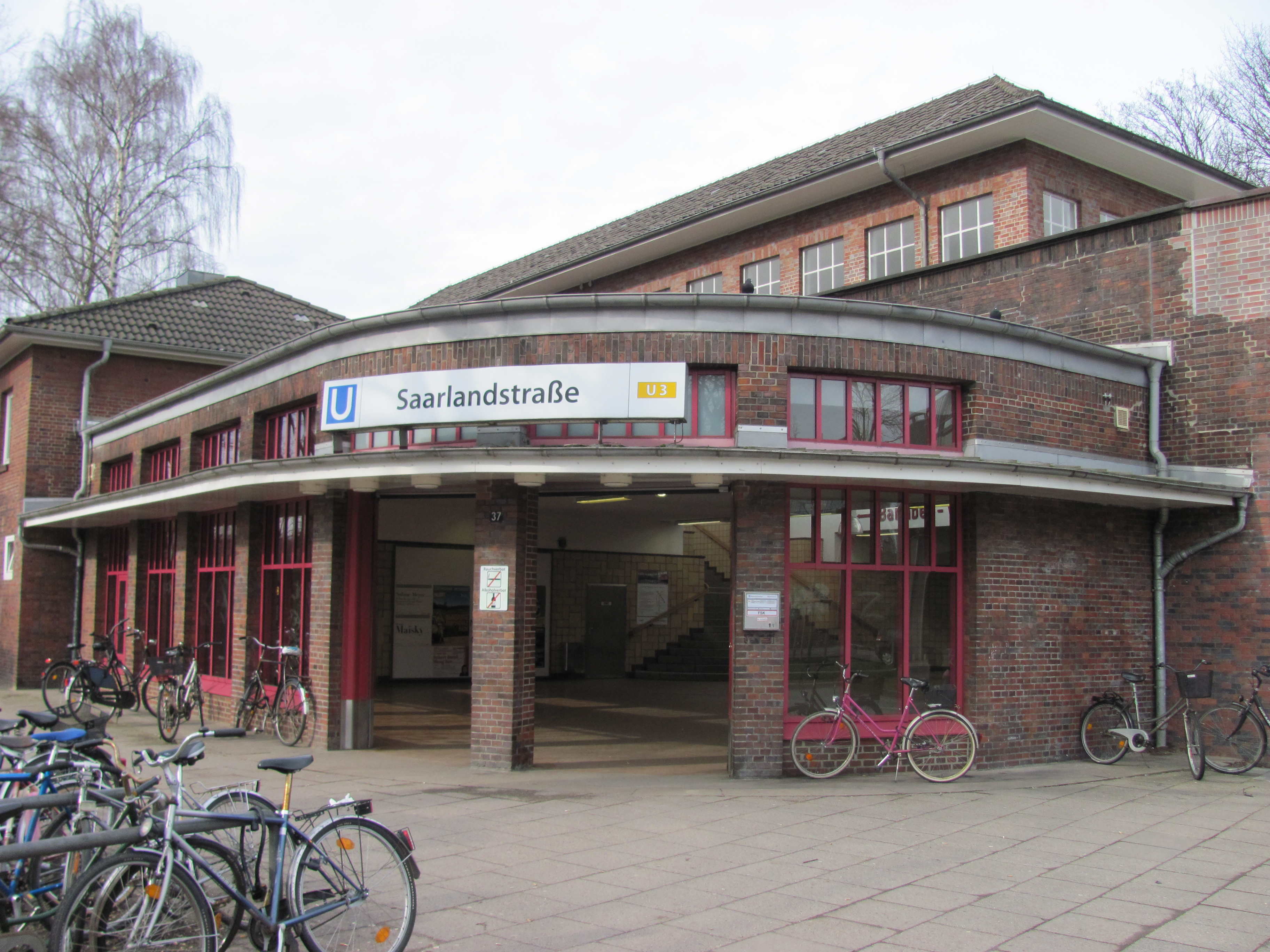
U-Bahn-Station Saarlandstraße

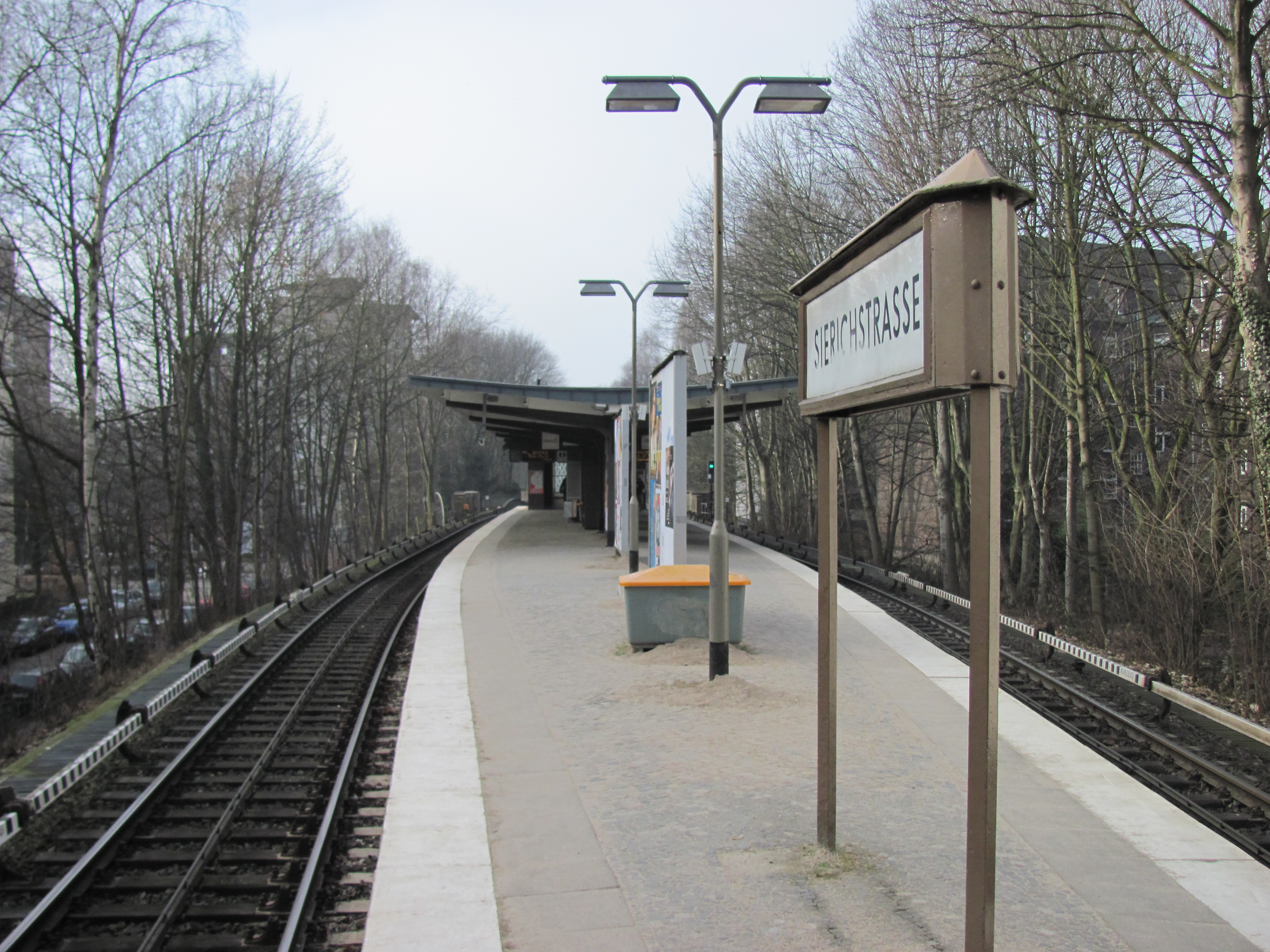
U-Bahn-Station Sierichstraße

Der Stadtteil wird von den U-Bahn-Stationen Sierichstraße, Borgweg und Saarlandstraße (U3) sowie Hudtwalckerstraße und Lattenkamp (U1) erschlossen. Wenige Meter von der Grenze nach Winterhude entfernt liegen außerdem die U-Bahnhöfe Alsterdorf und Sengelmannstraße der Linie U1 sowie die Stationen Alte Wöhr und Rübenkamp der S-Bahn-Linie S1. Obwohl U-Bahn genannt, fahren in Winterhude alle Linien von U- und S-Bahn oberirdisch.
Daneben war für die 1970er Jahre der Bau einer U-Bahn-Linie U4 vorgesehen, die den östlichen Teils Winterhudes von Nord nach Süd durchquert hätte. Neue U-Bahnhöfe sollten am südlichen Rand der City Nord, am Borgweg (Umstieg zur U3) sowie am südlichen Rand von Winterhude nahe Kampnagel entstehen. Trotz einiger Vorleistungen (zweiter Bahnsteig und Vorbereitung der Ausfädelung an der Station Sengelmannstraße) für die damalige U4 stoppte der Hamburger Senat den weiteren Bau im Jahr 1974. Inzwischen ist die Planung dieser U-Bahn-Strecke als Linie U5 wieder aktuell.

### Busse
Weiterhin wird der Stadtteil durch diverse Buslinien erschlossen. Die Metrobuslinie 6 durchquert Winterhude vom U-Bahnhof Borgweg aus im Bereich des Mühlenkamps und führt weiter über St. Georg und den Hauptbahnhof Richtung Innenstadt und Speicherstadt. Der Metrobus 25 sorgt für eine Querverbindung nach Hammerbrook einerseits sowie nach Eppendorf und Eimsbüttel bis hin zum Bahnhof Altona andererseits. Der Metrobus 19 bietet Anbindungen nach Norden Richtung Alsterdorf und verbindet die Quartiere am Lattenkamp, am Winterhuder Marktplatz sowie um die Sierichstraße mit Harvestehude und Rotherbaum und führt über den Bahnhof Dammtor weiter Richtung Innenstadt.

### Besonderheit im Straßenverkehr
Eine Besonderheit ist der in Nord-Süd-Richtung führende Straßenzug Sierichstraße/Herbert-Weichmann-Straße (Uhlenhorst). Dabei handelt es sich um eine Einbahnstraße, die zweimal täglich die vorgeschriebene Fahrtrichtung wechselt: von 4:00 Uhr bis 12:00 Uhr wird der Verkehr stadteinwärts geleitet, von 12:00 Uhr mittags bis 4:00 Uhr früh stadtauswärts.

### Schiffe
Auf dem Goldbek- und dem Osterbekkanal herrschte noch bis in die 1960er Jahre reger Schiffsverkehr. Es wurde erwogen, mehrere Kanäle für die Errichtung von Straßen zuzuschütten. Heute werden sie im Sommer als Freizeitwasserstraße von vielen Kanufahrern genutzt.

## Kultur und Sehenswürdigkeiten

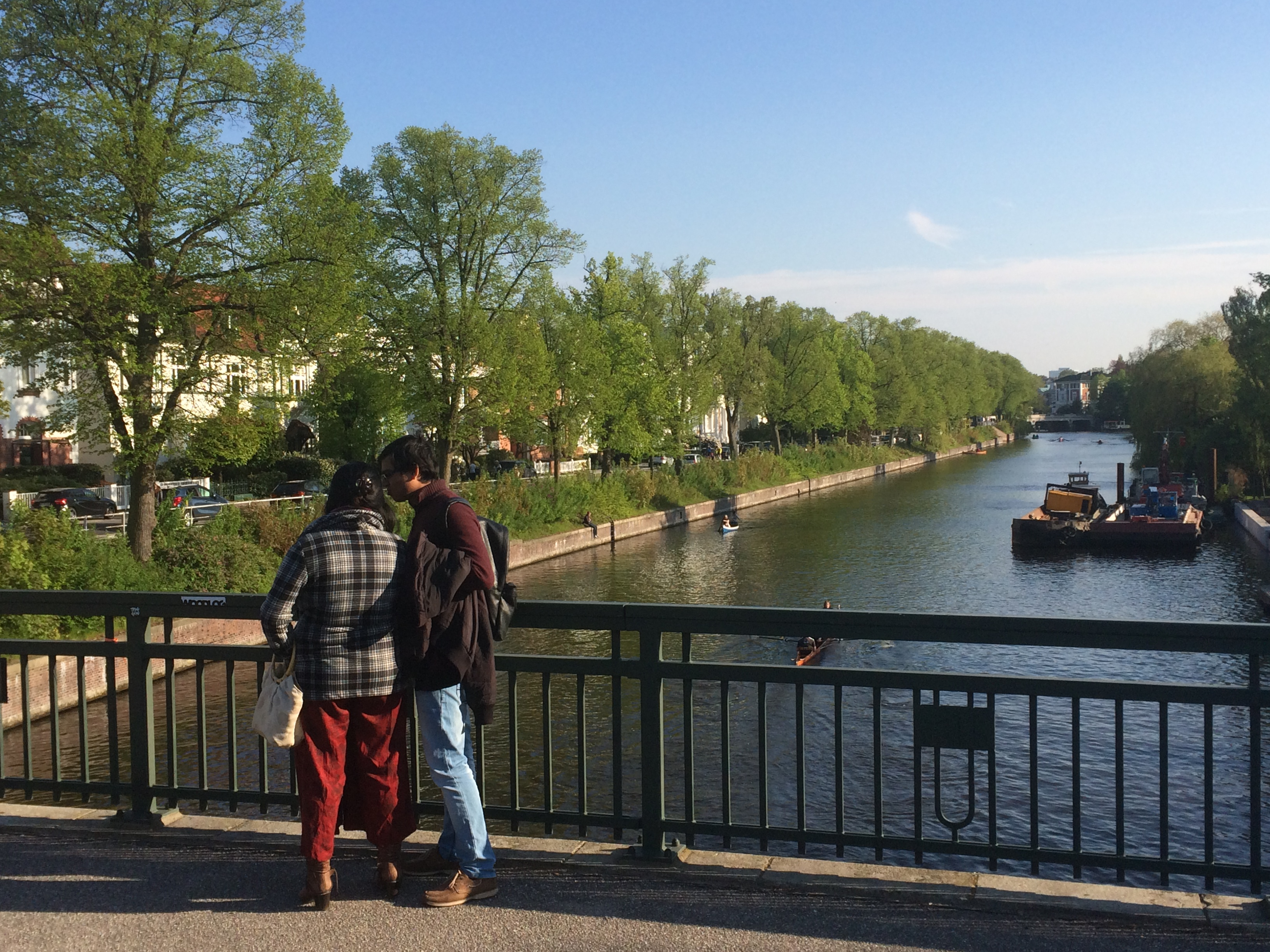
Die Alster zwischen Hamburg-Winterhude und Hamburg-Eppendorf

### Bauwerke
- Ehemaliger Wasserturm mit Planetarium im Stadtpark
- Südlich des Stadtparkes und der Ringbahn (U-Bahn-Strecke der U3) schließt sich die Jarrestadt an.
- Die Matthäuskirche wurde 1910–1912 im Stil des Neobarocks errichtet.
- Das Denk-Mal Güterwagen steht vor der Gesamtschule Winterhude.

### Parks
- In Winterhude befindet sich der Hamburger Stadtpark mit dem Planetarium Hamburg.
- Am Ufer der Außenalster liegt der Alsterpark, von dem allerdings nur der schmale Streifen an der Straße Bellevue zu Winterhude gehört.

### Sport
- Leichtathletikstadion: Jahnkampfbahn im Stadtpark, Fußballstadion am Borgweg, Sporthalle Hamburg, Leichtathletik-Halle
- Sportvereine:
  - Harvestehuder Tennis- und Hockey-Club (Hockeydamen und Hockeyherren spielen in der 1. Bundesliga, Lacrossedamen und Lacrosseherren spielen in der 1. Bundesliga Nord und sind beide amtierende Deutsche Meister) an der Barmbeker Straße 106
  - VfL 93 Hamburg (Badminton-Bundesliga, ehemals Fußball-Regionalliga, aktuell Bezirksliga)
  - Goldbekhaus e. V. (Eltern und Kinder in Bewegung, Fit ab 50, Sportspiele, Workoutangebote, Kajak und SUP)
  - FC Winterhude (Kreisliga Staffel 6)
  - Sportvereinigung Polizei Hamburg (Budo-Centrum, ehemals 2. Judo-Bundesliga)
  - Hanseat Hamburg Verein für Wassersport e. V. (Kanuverein mit aktiver Wandersparte und Drachenbootmannschaften)

### Bildung
- Gelehrtenschule des Johanneums, zog 1914 vom Speersort nach Winterhude
- Stadtteilschule Winterhude
- Heinrich-Hertz-Schule – Stadtteilschule mit Gymnasialzweig
- Bildungszentrum für Blinde und Sehbehinderte
- Grundschule Goldbek-Schule
- Grundschule Forsmannstraße
- Grundschule Alsterdorfer Straße
- Grundschule Carl-Cohn-Straße

### Theater
- Komödie Winterhuder Fährhaus
- Kampnagel
- Goldbekhaus - Stadtteilkulturzentrum

### Öffentliche Einrichtungen
- Freiwillige Feuerwehr Winterhude

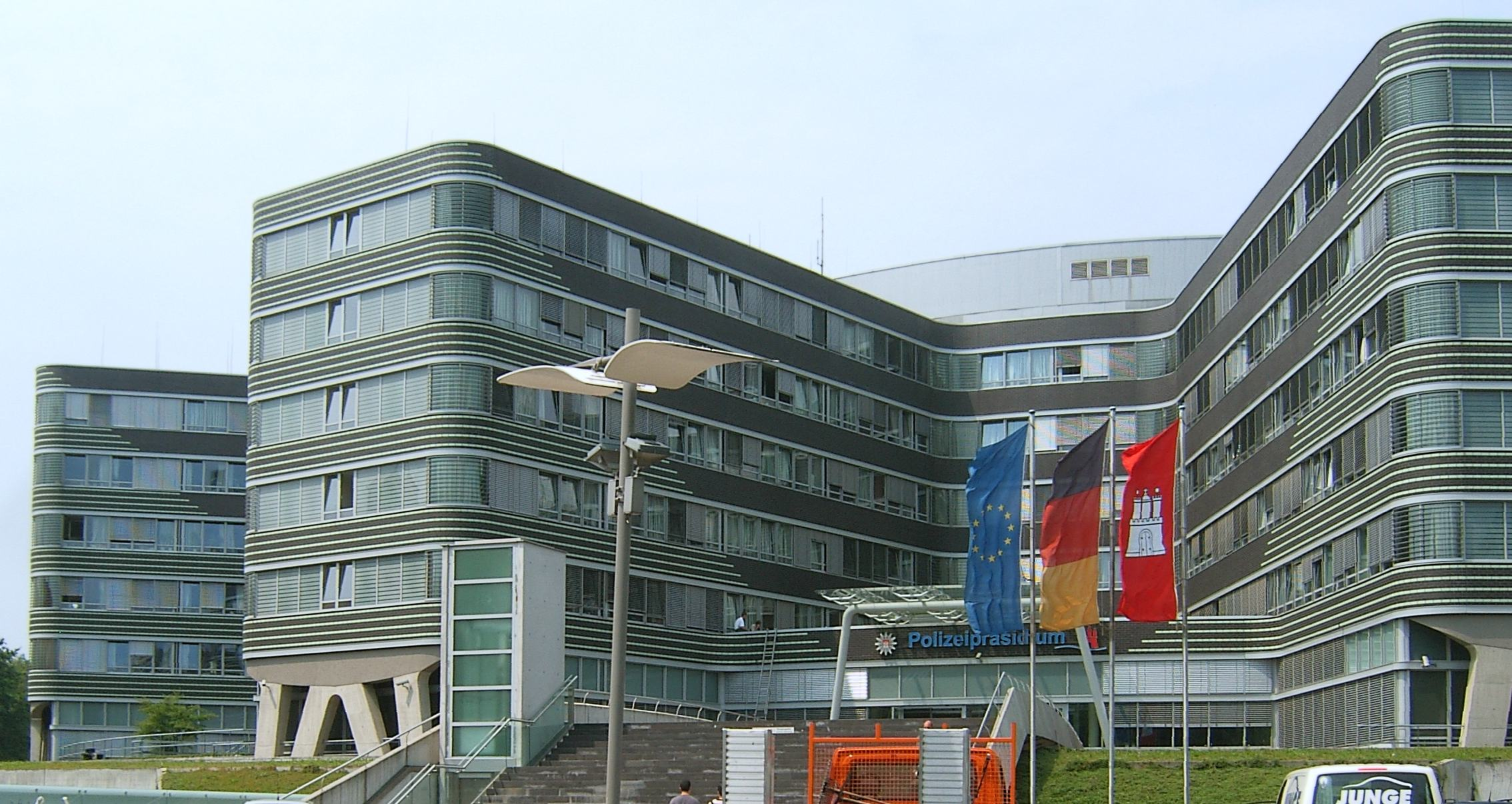
Polizeipräsidium in Winterhude

- Polizeikommissariat 33 (Wiesendamm 133)
- Polizeipräsidium Hamburg (Bruno-Georges-Platz 1)
- Akademie der Polizei Hamburg

## Bedeutende Persönlichkeiten
Die Entwicklung Winterhudes ist maßgeblich auf Johann Friedrich Bernhard und Adolph Sierich sowie Julius Gertig zurückzuführen.
Johann Friedrich Bernhard Sierich kaufte und erschloss die Grundstücke im Norden Winterhudes, hinüber zu Hamburg-Eppendorf. 1838 erwarb der Goldschmied Sierich einen der Winterhuder Höfe. Nach und nach wurde weiteres Gelände bis hin zur Außenalster gekauft. Sein Sohn Adolph erschloss diesen Besitz und legte Kanäle zur Entwässerung an. Teilweise ließ er noch Partien aufschütten. Die heute in dem Gebiet gelegenen Straßennamen weisen auf Familienmitglieder der Sierichs hin (Sierichstraße, Dorotheenstraße, Maria-Louisen-Straße, Klärchenstraße, Willistraße, Agnesstraße). Adolph Sierich mehrte durch den Verkauf dieser Grundstücke sein Vermögen. Das im Stadtpark an der Otto-Wels-Straße gelegene Sierichsche Forsthaus geht auch auf die Familie Sierich zurück.
Julius Gertig engagierte sich ab 1857 im Süden Winterhudes. Der Lotteriebesitzer kaufte eine alte Hofstelle am Mühlenkamp und baute diese im Laufe der Jahre zu einem riesigen Ausflugslokal aus. Als besondere Attraktionen galten Tanzveranstaltungen und Kinderfeste. Ab 1859 legten an seinem Etablissement die Alsterdampfer an. Weiter finanzierte er eine Brücke über den Langen Zug und schuf somit eine Landverbindung zur Uhlenhorst. Zur Blütezeit seiner Unternehmungen soll Gertig ein Vermögen von 5.000.000 Goldmark besessen und vererbt haben. Durch die Wirrungen beider Weltkriege blieb nicht viel davon übrig, und seine jüngste Tochter starb Anfang der 1950er Jahre in Armut.
Der Fußballspieler Lewis Holtby, der beim Hamburger SV spielte, lebte in Winterhude. Der Maler und Bildhauer Johannes Ufer wohnte ebenfalls mit seiner Familie in Winterhude, wie auch die Künstlerin Annette Caspar und der Künstler und Architekt Wilhelm Ohm.
Der Autor und Journalist Hans-Georg Behr initiierte 1990 die Errichtung eines Ganesh-Schreins auf dem sogenannten Schinkelplatz (Ecke Schinkelstraße/Peter-Marquard-Straße) und war hier bis zu seinem Tode im Jahr 2010 oft anzutreffen.

## Karten
- Entwurf des Bebauungsplanes für den Stadtteil Winterhunde, Ferdinand Sperber, Bl. 1, Kähler, Hamburg 1909, Blattgr. 73 × 100 cm, Online
- Entwurf des Bebauungsplanes für den Stadtteil Winterhunde, Ferdinand Sperber, Bl. 2, Kähler, Hamburg 1909, Blattgr. 73 × 100 cm, Online